# Моравче при Габровки
Моравче при Габровки (на словенски: Moravče pri Gabrovki) е село в Словения, регион Средна Словения, община Лития. Според Националната статистическа служба на Република Словения през 2015 г. селото има 213 жители.